# Кеворков, Сергей Никитич
Серге́й Ники́тич Кеворко́в (настоящее имя Саркис Мкртычевич Геворкян; 1886, Елизаветполь — 1951, Кисловодск) — советский артист балета и балетмейстер армянского происхождения, заслуженный артист РСФСР (1936), заслуженный деятель искусств Азербайджанской ССР (1943).

## Биография
В 13 лет потерял отца. Профессиональную балетную подготовку получил в Петербурге. С 1908 выступал в театрах Украины, Кисловодска, Ессентуки, Пятигорска, Екатеринодара.
С 1920 артист, солист, позднее главный балетмейстер Бакинского театра имени Ахундова. В 1933—1937 гг. главный балетмейстер Саратовского театра.
Ставил в Театре имени Ахундова балеты: «Коппелия» (1925, первый балет в истории Азербайджана), «Лебединое озеро» (1927, 1945), «Красный мак» (1928), «Бахчисарайский фонтан», «Эсмеральда» (1939), «Девичья башня» (1940, совместно с И. Г. Идаят-заде и В. И. Вронским), «Дон Кихот» (1945), «Щелкунчик» (1949), а также танцы в операх рус. («Иван Сусанин», «Князь игорь»), европейских («Фауст») и азербайджанских («Кёр-оглы», «Нергиз») композиторов.
Впервые поставил азербайджанские национальные сценические танцы, которые высоко ценили Узеир Гаджибеков и М. Магомаев.
Его ученицами были выдающаяся азербайджанская балерина, народная артистка СССР Гамэр Алмасзаде и заслуженная артистка РСФСР Виктория Урусова.
В 1923 г. был организатором и руководителем (до 1930) Балетной студии в Баку. В 1933 г. на основе этой студии было создано Бакинское хореографическое училище.

## Награды
- Орден Знак Почёта (17.04.1938) — за выдающиеся заслуги в деле развития азербайджанского оперного искусства, азербайджанской музыки, песни и танцев[3]